# داني كيم
داني كيم (بالإنجليزية: Danny Kim)‏ هو لاعب كرة قدم أسترالي، ولد في 28 مايو 1998 في أستراليا.

## وصلات خارجية
- داني كيم على موقع قاعدة بيانات كرة القدم.إي يو (الإنجليزية)
- داني كيم على موقع Soccerway.com (الإنجليزية)